# Rüdiger Fahrner
Rüdiger Fahrner (* 2. Februar 1939 in Bad Ischl; † 7. Mai 2007 in Salzburg) war ein österreichischer Maler und Autor.

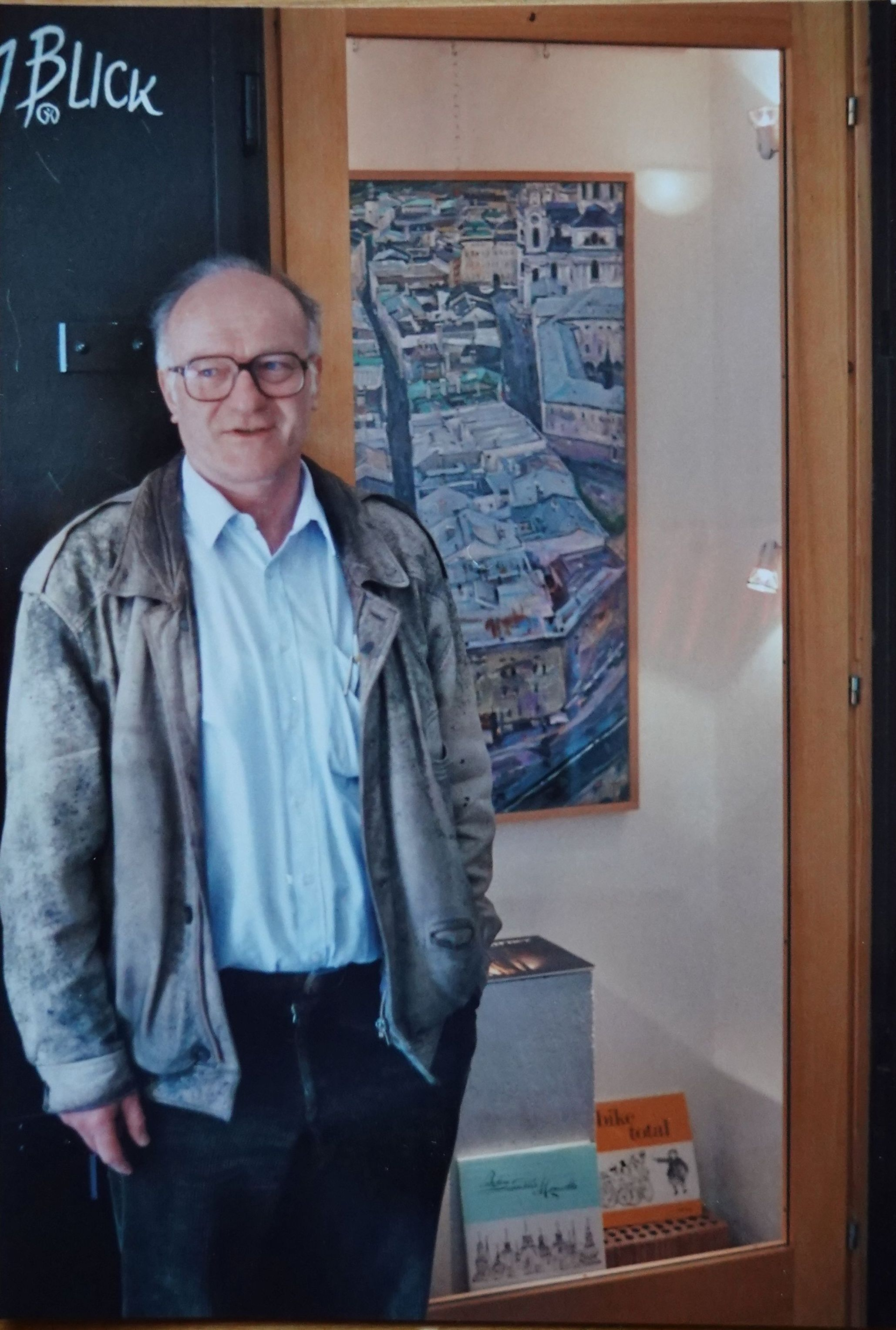
1Blick Ausstellung Rüdiger Fahrner Mai 1994 in Hallein

## Leben
Fahrner besuchte von 1950 bis 1953 das Gymnasium (Konvikt Schloss Voglsang) in Steyr und von 1953 bis 1957 ein Gymnasium in Wels mit Matura. Von 1957 bis 1961 belegte er ein Studium an der Universität Innsbruck – Englisch und Leibeserziehung. Es folgte ein halbjähriger Auslandsaufenthalt in England – Studium und Arbeit sowie eine Staatliche Schilehrer- und Schiführerprüfung. In den Jahren von 1961 bis 1966 folgte ein Studium an der Akademie der bildenden Künste Wien bei Franz Elsner, Herbert Boeckl und Albert Paris Gütersloh. Gleichzeitig nahm er ergänzende Studien an der Akademie für Musik und darstellende Kunst, Gitarre bei Luise Walker. Nach dem Abschluss mit Lehramtsprüfung aus Bildnerische Erziehung, Handarbeit sowie Leibeserziehung und dem Diplom als akademischer Maler erfolgte am 16. Juli 1966 die Heirat mit Rosemarie Lauf, und anschließend der Beginn als AHS-Lehrer in Salzburg. Im Jahr 1967 Geburt seines Sohnes.
Fahrner bekam einen Lehrauftrag am Institut für Sportwissenschaften der Universität Salzburg – Geräteturnen. Im Jahr 1971 Geburt seiner Tochter. Zwei Jahre später Aufgabe des pragmatischen Dienstverhältnisses an der AHS. Ab diesem Zeitpunkt Tätigkeit als freischaffender Künstler in Salzburg.

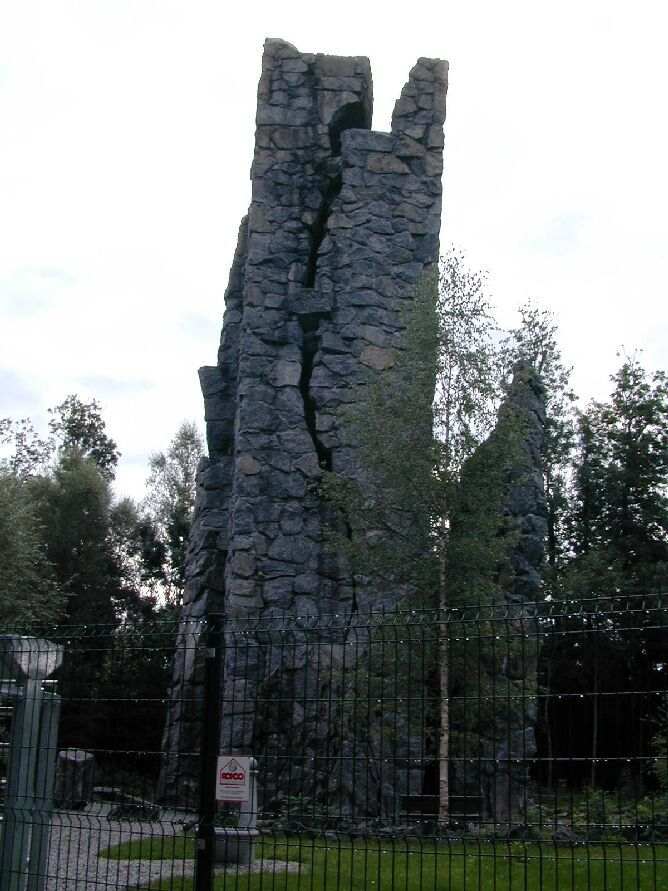
Kletter-Skulptur von Rüdiger Fahrner 1987

Fahrner starb 2007 nach langer Krankheit in Salzburg.

## Veröffentlichungen
- 1972             Gymnastik (gemeinsam mit Helmut Kreuzhuber)
- 1972             Ski total
- 1976             Salzburg amadeus Mozart
- 1983             Sport sporter am sportesten (analytische Zeichnungen und Karikaturen)
- 1991             Rüdiger Fahrner
- Zeichenfilm „Zachäus“ im Auftrag des Moraltheologischen Institutes der Universität Salzburg
- Produktion Studio R – Redemptoristen München

## Arbeiten in öffentlichem und privatem Besitz
- Hochschule Mozarteum – 3 Rektorenportraits
- Festspielhaus Salzburg – Porträt von Clemens Holzmeister
- Salzburger Marionettentheater – Porträt von Hermann Aicher
- Salzburger Museum Carolino Augusteum – Ölbild und Zeichnungen
- 1987 – Fertigstellung des Kletterturmes – eine begeh- und bekletterbare Plastik aus Granit, Höhe 25 m im Sportzentrum Rif bei Hallein.

## Einzelausstellung
- „Dächer von Salzburg mit Getreidegasse“. 1Blick. Kunst im Vorhaus, Mai 1994, Hallein, Österreich

## Werke
Sein Werk umfasst Landschaftsbilder, Porträts, Zeichnung und Karikaturen.
- Porträt des Salzburger Bürgermeisters Josef Dechant in der Ahnengalerie im Salzburger Rathaus[1]
- Porträt von Clemens Holzmeister im Großen Festspielhaus[2]